# Complexe Maisonneuve
El Complexe Maisonneuve (es decir Complejo Maisonneuve) es un conjunto de edificios de oficinas de la ciudad de Montreal, la capital de Quebec (Canadá). Se encuentra en la calle De la Gauchetière, entre las calles University y Beaver Hall Hill. Está situado justo enfrente de la plaza Victoria, en el Distrito Internacional, en el centro de Montreal, y está conectado con la estación subterránea de Montreal y la estación Square-Victoria-OACI en el metro de Montreal. Además, se encuentra a pocas calles de la reconocida Basílica Notre-Dame de Montreal. El complejo consta de dos edificios, el Tour de la Banque Nationale y el 700 de La Gauchetière. Fue construido en 1983, y las dos torres comparten una base subterránea de seis pisos de profundidad. El complejo fue diseñado por la arquitecta estadounidense Sylvia Gottwald-Thapar en el estilo arquitectónico modernista y es la única estructura de acero construida en Montreal desde los años sesenta.

## Tour de la Banque Nationale
La Tour de la Banque Nationale tiene 28 plantas y 128 metros. Está ubicada en el número 600 de la calle De la Gauchetière, en el Distrito financiero de la ciudad. El edificio, que es sede del Banco Nacional de Canadá, también alberga las oficinas de la compañía Raymond Chabot Grant Thornton.

## 700 De la Gauchetière

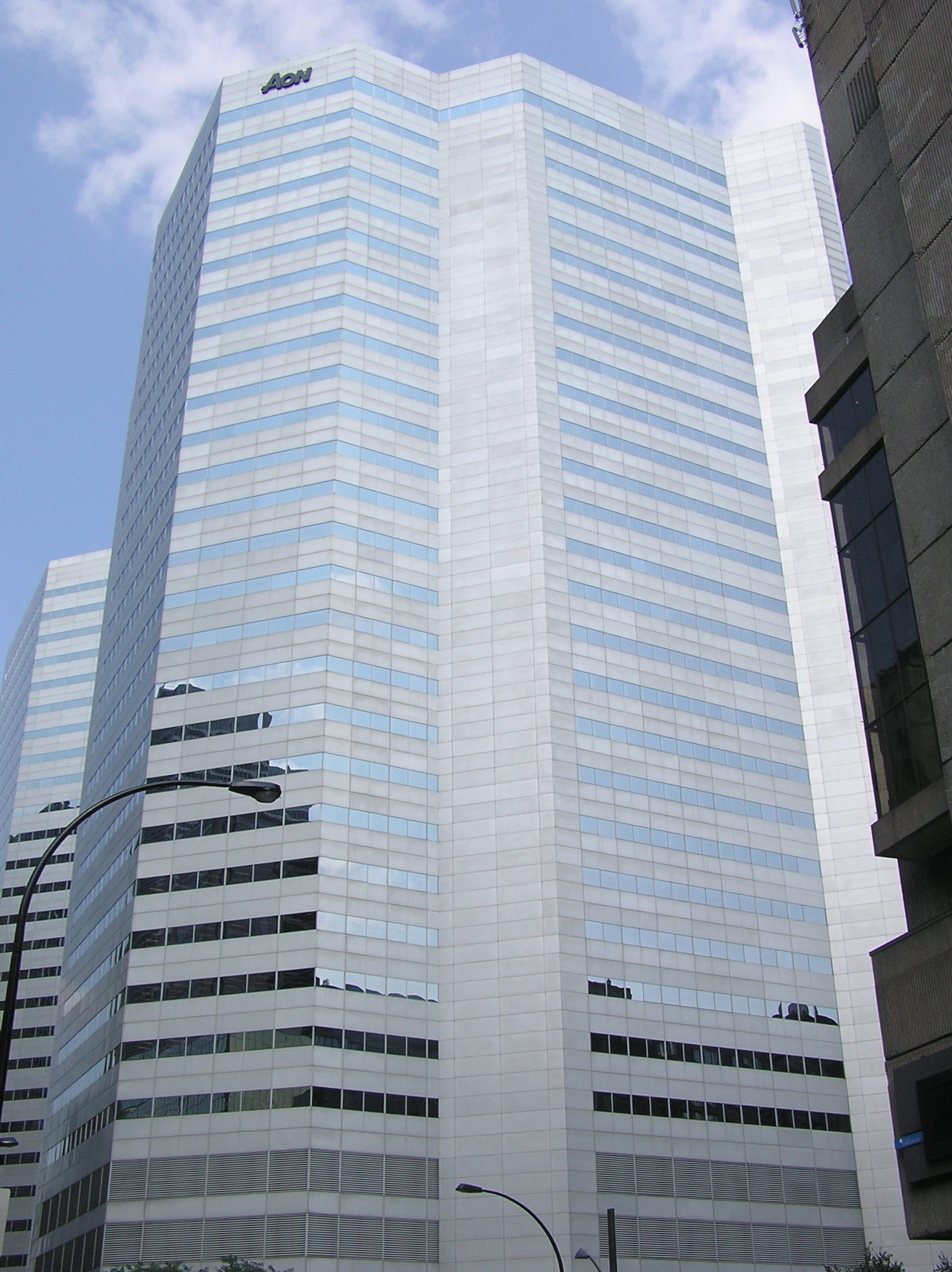
700 De la Gauchetière.

El rascacielos 700 De la Gauchetière, que usa el número y la denominación de su propia calle, era conocido anteriormente como Vue Bell Canadá. Cuenta también con 28 plantas e idéntica altura que el anterior, 128 metros de altura. La torre es actualmente sede de varias compañías actuariales y sede de la Agence Métropolitaine de Transport. La que fue conocida como sede de Bell Canadá hasta 2001, aloja también a la compañía Aon Corporation.